# الکس میتن
الکس میتن (انگلیسی: Alex Mighten؛ زادهٔ ۱۱ آوریل ۲۰۰۲) بازیکن فوتبال اهل بریتانیا است که برای باشگاه ناتینگهام فارست بازی می‌کند.
وی همچنین در تیم‌های ملی فوتبال زیر ۱۶ سال انگلستان، زیر ۱۶ سال انگلستان، زیر ۱۷ سال انگلستان، زیر ۱۸ سال انگلستان، و زیر ۲۰ سال انگلستان بازی کرده‌است.